# Garlands
Garlands är den skotska gruppen Cocteau Twins debutalbum, utgivet i juni 1982 av 4AD.
Albumet är det enda där originalbasisten Will Heggie medverkar. Musiken är influerad av postpunk och grupper som Siouxsie and the Banshees. Garlands blev ett av 1982 års mest framgångsrika independentalbum och nådde topp 5 på brittiska independentlistan. Gruppen fick också mycket hängivet stöd av den inflytelserike BBC Radio 1-DJ:n John Peel.

## Låtförteckning
Alla låtar är skrivna och komponerade av Cocteau Twins (Elizabeth Fraser, Robin Guthrie, Will Heggie). 
| Nr | Titel             | Längd |
| -- | ----------------- | ----- |
| 1. | Blood Bitch       | 4:34  |
| 2. | Wax and Wane      | 4:04  |
| 3. | But I'm Not       | 2:45  |
| 4. | Blind Dumb Deaf   | 3:46  |
| 5. | Shallow Then Halo | 5:16  |
| 6. | The Hollow Men    | 5:02  |
| 7. | Garlands          | 4:32  |
| 8. | Grail Overfloweth | 5:22  |

| 9.  | Dear Heart              |  |
| 10. | Hazel                   |  |
| 11. | Hearsay Please          |  |
| 12. | Speak No Evil           |  |
| 13. | Perhaps Some Other Aeon |  |

## Medverkande
- Elizabeth Fraser – sång
- Robin Guthrie – gitarr, trummaskin
- Will Heggie – basgitarr